# Qatar ExxonMobil Open 2018 - Qualificazioni singolare
Le qualificazioni del singolare maschile del Qatar ExxonMobil Open 2018 sono state un torneo di tennis preliminare per accedere alla fase finale della manifestazione. I vincitori dell'ultimo turno sono entrati di diritto nel tabellone principale. In caso di ritiro di uno o più giocatori aventi diritto a questi sono subentrati i lucky loser, ossia i giocatori che hanno perso nell'ultimo turno ma che avevano una classifica più alta rispetto agli altri partecipanti che avevano comunque perso nel turno finale.

## Teste di serie
1. Andreas Seppi (ultimo turno)
2. Maximilian Marterer (ultimo turno)
3. Stefanos Tsitsipas (qualificato)
4. Dustin Brown (primo turno)

1. Pedro Sousa (primo turno)
2. Stefano Travaglia (qualificato)
3. Matteo Berrettini (qualificato)
4. Mirza Bašić (qualificato)

## Qualificati
1. Mirza Bašić
2. Matteo Berrettini

1. Stefanos Tsitsipas
2. Stefano Travaglia

## Tabellone

### Legenda
| - Q = Qualificato - WC = Wild card - LL = Lucky loser | - ALT = Alternate - SE = Special Exempt - PR = Protected Ranking | - w/o = Walkover - r = Ritirato - d = Squalificato |

### Sezione 1
|  | Primo turno | Primo turno     | Primo turno     | Primo turno | Primo turno |  |  | Ultimo turno | Ultimo turno  | Ultimo turno | Ultimo turno | Ultimo turno |  |
|  |             |                 |                 |             |             |  |  |              |               |              |              |              |  |
|  | 1           | Andreas Seppi   | Andreas Seppi   | 6           | 6           |  |  |              |               |              |              |              |  |
|  |             | Calvin Hemery   | Calvin Hemery   | 4           | 3           |  |  | 1            | Andreas Seppi | 63           | 7            | 65           |  |
|  |             | Aleksej Vatutin | Aleksej Vatutin | 3           | 4           |  |  | 8            | Mirza Bašić   | 7            | 65           | 7            |  |
|  | 8           | Mirza Bašić     | Mirza Bašić     | 6           | 6           |  |  |              |               |              |              |              |  |

### Sezione 2
|  | Primo turno | Primo turno         | Primo turno         | Primo turno | Primo turno |  |  | Ultimo turno | Ultimo turno        | Ultimo turno        | Ultimo turno | Ultimo turno |  |
|  |             |                     |                     |             |             |  |  |              |                     |                     |              |              |  |
|  | 2           | Maximilian Marterer | Maximilian Marterer | 6           | 6           |  |  |              |                     |                     |              |              |  |
|  | WC          | Mousa Shanan Zayed  | Mousa Shanan Zayed  | 1           | 1           |  |  | 2            | Maximilian Marterer | Maximilian Marterer | 5            | 64           |  |
|  |             | Liam Broady         | Liam Broady         | 4           | 5           |  |  | 7            | Matteo Berrettini   | Matteo Berrettini   | 7            | 7            |  |
|  | 7           | Matteo Berrettini   | Matteo Berrettini   | 6           | 7           |  |  |              |                     |                     |              |              |  |

### Sezione 3
|  | Primo turno | Primo turno           | Primo turno           | Primo turno | Primo turno |  |  | Ultimo turno | Ultimo turno       | Ultimo turno       | Ultimo turno | Ultimo turno |  |
|  |             |                       |                       |             |             |  |  |              |                    |                    |              |              |  |
|  | 3           | Stefanos Tsitsipas    | Stefanos Tsitsipas    | 6           | 6           |  |  |              |                    |                    |              |              |  |
|  | WC          | Mubarak Shannan Zayid | Mubarak Shannan Zayid | 3           | 4           |  |  | 3            | Stefanos Tsitsipas | Stefanos Tsitsipas | 7            | 7            |  |
|  |             | Elias Ymer            | Elias Ymer            | Elias Ymer  | 4           |  |  |              | Elias Ymer         | Elias Ymer         | 63           | 62           |  |
|  | 5           | Pedro Sousa           | Pedro Sousa           | Pedro Sousa | 2r          |  |  |              |                    |                    |              |              |  |

### Sezione 4
|  | Primo turno | Primo turno       | Primo turno       | Primo turno | Primo turno |  |  | Ultimo turno | Ultimo turno      | Ultimo turno      | Ultimo turno | Ultimo turno |  |
|  |             |                   |                   |             |             |  |  |              |                   |                   |              |              |  |
|  | 4           | Dustin Brown      | Dustin Brown      | 3           | 2           |  |  |              |                   |                   |              |              |  |
|  |             | Aldin Šetkić      | Aldin Šetkić      | 6           | 6           |  |  |              | Aldin Šetkić      | Aldin Šetkić      | 2            | 5            |  |
|  |             | Václav Šafránek   | Václav Šafránek   | 6           | 64          |  |  | 6            | Stefano Travaglia | Stefano Travaglia | 6            | 7            |  |
|  | 6           | Stefano Travaglia | Stefano Travaglia | 78          | 7           |  |  |              |                   |                   |              |              |  |